# Paola Brumana
Paola Brumana (Como, 26 novembre 1982) è un'ex calciatrice italiana, di ruolo attaccante.
Ha fatto parte della rosa della nazionale italiana che ha partecipato al campionato europeo nel 2013, vestendo la maglia azzurra della nazionale in 15 incontri e realizzando una sola rete.
Ha vinto la classifica delle marcatrici della Serie A nella stagione 2009-2010, giocando per il Tavagnacco.

## Carriera

### Club
Brumana si appassiona al calcio fin da giovanissima, iniziando l'attività agonistica a Como, nel campo dell'oratorio di San Bartolomeo dove già mosse i primi calci il centrocampista Luigi Meroni, giocando con i maschietti fino al suo passaggio alla prima squadra di calcio femminile, il Como 2000.
Aggregata ben presto alla squadra titolare, alla fine del campionato di Serie B 2000-2001 conquista la promozione in Serie A. Nei due campionati successivi contribuisce con i suoi gol alla salvezza della squadra lombarda nella massima serie prima di passare nella stagione 2003-2004 al Foroni Verona, con cui conquista il suo primo scudetto.
La stagione successiva si trasferisce alla Bardolino Verona, dove in due stagioni vince scudetto e Coppa Italia.
Nell'agosto 2005 mette a segno la prima storica rete europea del Bardolino all'esordio nell'UEFA Champions League contro il Maksimir Zagreb
Nel 2006 il passaggio al Graphistudio Tavagnacco, con la cui maglia vince la classifica marcatori nella stagione 2009-2010 mettendo a segno 24 reti. Il sodalizio con la società friulana si protrae per dodici stagioni, durante le quali Brumana festeggia con le compagne la conquista di due Coppe Italia, negli anni 2013 e 2014, rimanendo fino alla conclusione della stagione 2017-2018.
Dopo aver preso la decisione di sospendere l'attività agonistica nel calcio a 11, nel settembre 2018 si accorda con il Futsal Basiliano, squadra di calcio a 5 che disputa il campionato amatoriale UISP Friuli-Venezia Giulia.

### Nazionale
Ha fatto parte delle rappresentative nazionali under 19 e under 21 e della Nazionale maggiore italiana.

## Statistiche

### Cronologia presenze e reti in nazionale
| Cronologia completa delle presenze e delle reti in nazionale ― Italia | Cronologia completa delle presenze e delle reti in nazionale ― Italia | Cronologia completa delle presenze e delle reti in nazionale ― Italia | Cronologia completa delle presenze e delle reti in nazionale ― Italia | Cronologia completa delle presenze e delle reti in nazionale ― Italia | Cronologia completa delle presenze e delle reti in nazionale ― Italia | Cronologia completa delle presenze e delle reti in nazionale ― Italia | Cronologia completa delle presenze e delle reti in nazionale ― Italia |
| Data                                                                  | Città                                                                 | In casa                                                               | Risultato                                                             | Ospiti                                                                | Competizione                                                          | Reti                                                                  | Note                                                                  |
| --------------------------------------------------------------------- | --------------------------------------------------------------------- | --------------------------------------------------------------------- | --------------------------------------------------------------------- | --------------------------------------------------------------------- | --------------------------------------------------------------------- | --------------------------------------------------------------------- | --------------------------------------------------------------------- |
| 13-11-2004                                                            | Crotone                                                               | Italia                                                                | 2 – 1                                                                 | Rep. Ceca                                                             | Qual. Euro 2005 - Play-off                                            | -                                                                     | 83’                                                                   |
| 23-2-2005                                                             | Santa Maria da Feira                                                  | Portogallo                                                            | 0 – 2                                                                 | Italia                                                                | Amichevole                                                            | -                                                                     | 57’                                                                   |
| 13-4-2005                                                             | Genova                                                                | Italia                                                                | 1 – 0                                                                 | Danimarca                                                             | Amichevole                                                            | -                                                                     | 90’                                                                   |
| 27-4-2005                                                             | Fiuggi                                                                | Italia                                                                | 0 – 0                                                                 | Finlandia                                                             | Amichevole                                                            | -                                                                     | 79’                                                                   |
| 6-4-2007                                                              | Perth                                                                 | Scozia                                                                | 2 – 1                                                                 | Italia                                                                | Amichevole                                                            | -                                                                     | 63’                                                                   |
| 16-7-2013                                                             | Halmstad                                                              | Svezia                                                                | 3 – 1                                                                 | Italia                                                                | Euro 2013 - Fase a gironi                                             | -                                                                     | 63’                                                                   |
| 20-9-2013                                                             | Tallinn                                                               | Estonia                                                               | 1 – 5                                                                 | Italia                                                                | Qual. Mondiali 2015                                                   | -                                                                     | 69’                                                                   |
| 26-9-2013                                                             | Bassano del Grappa                                                    | Italia                                                                | 1 – 0                                                                 | Romania                                                               | Qual. Mondiali 2015                                                   | -                                                                     | 46’                                                                   |
| 31-10-2013                                                            | San Sebastián de los Reyes                                            | Spagna                                                                | 2 – 0                                                                 | Italia                                                                | Qual. Mondiali 2015                                                   | -                                                                     | 76’                                                                   |
| 13-2-2014                                                             | Novara                                                                | Italia                                                                | 6 – 1                                                                 | Rep. Ceca                                                             | Qual. Mondiali 2015                                                   | -                                                                     | 75’                                                                   |
| 5-3-2014                                                              | Larnaca                                                               | Inghilterra                                                           | 2 – 0                                                                 | Italia                                                                | Cyprus Cup 2014                                                       | -                                                                     | 64’                                                                   |
| 10-3-2014                                                             | Larnaca                                                               | Italia                                                                | 1 – 1                                                                 | Finlandia                                                             | Cyprus Cup 2014                                                       | -                                                                     | 72’                                                                   |
| 12-3-2014                                                             | Paralimni                                                             | Australia                                                             | 5 – 2                                                                 | Italia                                                                | Cyprus Cup 2014 - Finale 7º posto                                     | -                                                                     | 46’                                                                   |
| 8-5-2014                                                              | Skopje                                                                | Macedonia                                                             | 0 – 11                                                                | Italia                                                                | Qual. Mondiali 2015                                                   | 1                                                                     | 46’                                                                   |
| 29-10-2014                                                            | Leopoli                                                               | Ucraina                                                               | 2 – 2                                                                 | Italia                                                                | Qual. Mondiali 2015                                                   | -                                                                     |                                                                       |
| Totale                                                                |                                                                       | Presenze                                                              | 15                                                                    |                                                                       | Reti                                                                  | 1                                                                     |                                                                       |

## Palmarès

### Club
- Campionato italiano: 2

Foroni Verona: 2003-2004
Bardolino Verona: 2004-2005
- Coppa Italia: 3

Bardolino Verona: 2005-2006
Tavagnacco: 2012-2013, 2013-2014
- Supercoppa italiana: 1

Bardolino Verona: 2005

### Individuale
- Capocannoniere del campionato di Serie A: 1

Tavagnacco: 2009-2010 (23 reti)